# Письменне
Письме́нне (до 1946 року Кільмансталь) — селище у Синельниківському районі Дніпропетровської області. Входить до складу Васильківської селищної громади. Населення за переписом 2001 року становить 1300 осіб. До 2018 року було адміністративним центром Письменської селищної ради

## Географічне розташування
Селище міського типу Письменне розташоване на заході Синельниківського району за 2 км від лівого берега річки Соломчина, примикає до сіл Дібрівка і Шевченко. У селищі бере початок Балка Кіслякова. Через селище проходить залізниця, станція Письменна.

## Таблиця зміни чисельності населення
Зірочками позначені дані переписів населення, без зірочок — відомості Державного комітету статистики України станом на 1 січня відповідного року.
| 2001* | 2006  | 2007  | 2008  | 2009  | 2010  | 2011  |
| ----- | ----- | ----- | ----- | ----- | ----- | ----- |
| 1 300 | 1 251 | 1 242 | 1 283 | 1 284 | 1 279 | 1 276 |

## Історія
У 1884 р. тут збудували залізничну станцію Письменна, названу за прізвищем власників — нащадків петербурзького поручика Письменського, який одержав землі від Катерини II після ліквідації Запорозької Січі. 1886 року німецький колоніст Кільман поставив біля станції десять будинків, котрі започаткували селище Кільмансталь.
7 (20) листопада 1917 року, відповідно до Третього Універсалу Української Центральної Ради, увійшло до складу Української Народної Республіки.  
У 1946 році селищу повернено назву Письменне, у 1957 році присвоєно статус селища міського типу.
За часів радянської влади у Письменному розташовувався колгосп «Батьківщина». У 1967 році в селищі працював молокозавод, млин, хлібопекарня, хлібоприймальний і овочеприймальний пункт.
12 червня 2020 року, відповідно до розпорядження Кабінету Міністрів України № 709-р від «Про визначення адміністративних центрів та затвердження територій територіальних громад Дніпропетровської області», увійшло до складу Васильківської селищної громади.

## Населення

### Мова
| Мова       | %      |
| ---------- | ------ |
| українська | 94,54% |
| російська  | 5,23%  |

## Господарство, побут і соціальна сфера
Діє фермерське господарство «Лілія», ТОВ «ДніпроАгроСтандарт». Селище газифіковане.
У селищі розташована залізнична станція Письменна Придніпровської залізниці.
У селі діє середня загальноосвітня школа, амбулаторія, будинок культури, бібліотека.
Дитяча футбольна команда «Лілія» у 2003 році стала переможцем Всеукраїнського футбольного турніру на призи клубу «Шкіряний м'яч».